# Federico Alberto de Anhalt-Bernburg
Federico Alberto de Anhalt-Bernburg (en alemán, Friedrich Albrecht von Anhalt-Bernburg; Bernburg, 15 de agosto de 1735-Ballenstedt, 9 de abril de 1796) fue un príncipe alemán de la Casa de Ascania y príncipe reinante del principado de Anhalt-Bernburg de 1765 a 1796.

## Biografía
Federico Alberto nació en Bernburg el 15 de agosto de 1735 como único hijo varón del príncipe Víctor Federico de Anhalt-Bernburg, de su segunda esposa, Sofía Albertina Federica, hija del margrave Alberto Federico de Brandeburgo-Schwedt.
Federico Alberto sucedió a su padre como gobernante de Anhalt-Bernburg cuando murió en 1765 e inmediatamente cambió su residencia principal de Bernburg a Ballenstedt.
El 22 de diciembre de 1785 confirmó la entrada de su estado en la Liga de Príncipes (Fürstenbund).
En 1788, fue construido un teatro clásico según sus órdenes. Era considerado como el "Padre del País" por los ciudadanos de su principado, primordialmente por sus buenas obras: una de sus reformas fue dar a las mujeres influencia legal sobre sus herencias. Federico Alberto también fue el fundador del Anhaltische Mineraliensammlung (Colección de Minerales de Anhalt).
Murió en Ballenstedt el 9 de abril de 1796. No está claro si fue como resultado de un accidente de caza, o si se suicidó.

## Matrimonio e hijos

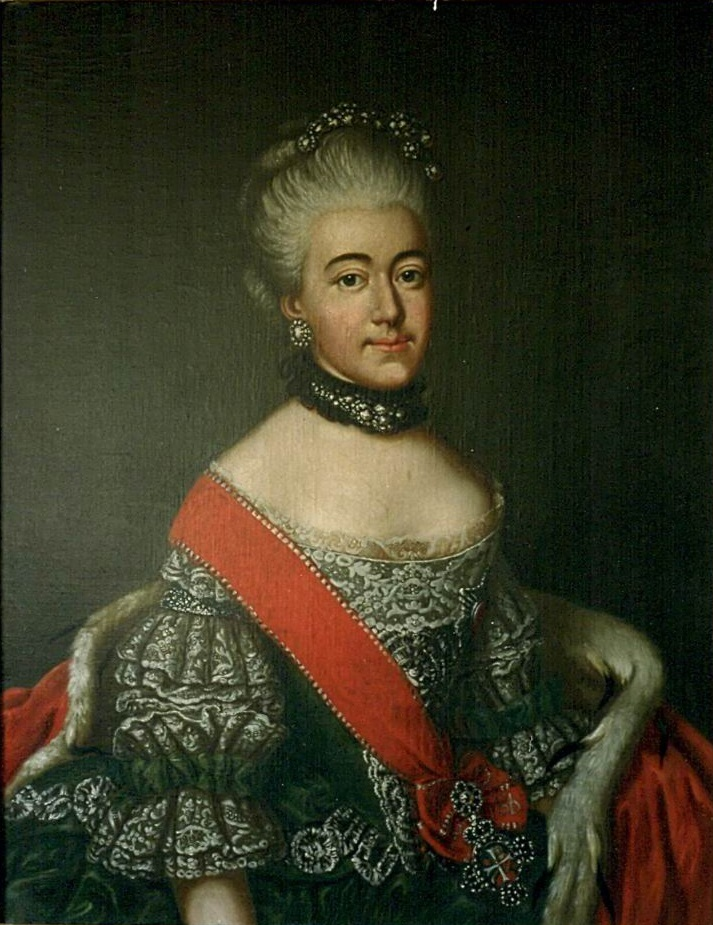
Luisa Albertina de Schleswig-Holstein-Sonderburg-Plön.

Monograma real.

En Augustenburg el 4 de junio de 1763, Federico Alberto contrajo matrimonio con Luisa Albertina (Plön, 21 de julio de 1748-Ballenstedt, 2 de marzo de 1769), hija del duque Federico Carlos de Schleswig-Holstein-Sonderburg-Plön y princesa de Dinamarca por nacimiento como descendiente por línea masculina del rey Cristián III. Tuvieron dos hijos:
1. Alexis Federico Cristián (Ballenstedt, 12 de junio de 1767-ibidem, 24 de marzo de 1834), príncipe y desde 1807 duque de Anhalt-Bernburg.
2. Paulina Cristina Guillermina (Ballenstedt, 23 de febrero de 1769-Detmold, 29 de diciembre de 1820), desposó el 2 de enero de 1796 al príncipe Leopoldo I de Lippe-Detmold.

Federico Alberto también tuvo una hija ilegítima:
1. Auguste von Gröna (m. 8 de abril de 1841), desposó al barón Hans August von Bissing (m. 8 de abril de 1841).